# NGC 6751
NGC 6751 је планетарна маглина у сазвежђу Орао која се налази на NGC листи објеката дубоког неба.
Деклинација објекта је - 5° 59' 30" а ректасцензија 19h 5m 55,5s. Привидна величина (магнитуда) објекта NGC 6751 износи 11,9 а фотографска магнитуда 12,5. NGC 6751 је још познат и под ознакама PK 29-5.1, CS=13.9.